# Смит, Хано
Хано Смит (англ. Khano Smith; род. 10 января 1981 или 10 января 1982, Уорик, Британские заморские территории) — бермудский футбольный тренер, главный тренер клуба «Род-Айленд». Ранее был футболистом, выступал на позиции полузащитника.

## Биография
Начинал играть в футбол в колледже в американском штате Северная Каролина. На профессиональном уровне дебютировал в команде «Каролина Динамо», после чего на некоторое время уехал на родину. С 2005 по 008 год Смит выступал в MLS за «Нью-Инглэнд Революшн». Вместе с командой хавбек несколько раз доходил до финала Кубка MLS и побеждал в Североамериканской суперлиге и в Открытом кубке США.
Сезон 2009/10 Смит провел в Англии, где он играл за «Линкольн Сити». Не закрепившись на «Туманном Альбионе», полузащитник вернулся в «Нью-Инглэнд Революшн». Завершил свою карьеру Смит на Бермудах, однако в 2014 году он провел один матч за американский любительский клуб «Реал Бостон Рамс». За сборную Бермудских Островов хавбек провел 33 игры, в которых забил 10 голов.
В 2016 году Хано Смит вошел в тренерский штаб американской команды Национальной женской футбольной лиги «Орландо Прайд».

## Достижения
- Финалист Кубка MLS (3): 2005, 2006, 2007
- Победитель Открытого кубка США (1): 2007
- Чемпион Североамериканской суперлиги (1): 2008
- Чемпион Бермудских островов (1): 2003/04.

## Семья
Двоюродный брат игрока Данте Леверок также стал футболистом и выступает за сборную Бермудских островов.